# Expo 2020
A Expo 2020 é uma exposição mundial organizada pelo Bureau International des Expositions realizada na cidade de Dubai, nos Emirados Árabes Unidos, no período de seis meses, originalmente marcada para o período de 20 de outubro de 2020 até 10 de abril de 2021. Porém, devido à Pandemia de COVID-19, o evento foi remarcado para o período de 01 de outubro de 2021 até 31 de março de 2022, mantendo o nome de "Expo 2020".

## Evento
Um dos mais importantes eventos mundiais, é uma feira internacional que reúne diversos setores, como: empresas privadas, ONGs e instituições governamentais, todas destinadas a discutir temas como negócios, tecnologia, urbanismo, sustentabilidade, ciências, cultura, gastronomia e economia. É a primeira edição realizada no Oriente Médio, África ou sul da Ásia. Cada país terá seu próprio pavilhão pela primeira vez.

## Pavilhões

### Pavilhão Brasil
O Pavilhão Brasil está na área Sustentabilidade. É coordenado pela Agência Brasileira de Promoção de Exportações e Investimentos (ApexBrasil). O arquiteto José Paulo Gouvêa é autor do projeto da edificação que reverencia a água, tão abundante em seus rios e extenso litoral. Pode visitar o site oficial do Pavilhão Brasil.

### Pavilhão Portugal
Portugal participa com um pavilhão próprio, com um investimento total na ordem dos 21 milhões de euros. Com o "Portugal, um mundo num país", o Pavilhão de Portugal conta com uma área de 1 800 metros quadrados, onde não falta a calçada portuguesa, cadeiras e candeeiros em cortiça, azulejos, um terraço com oliveiras e uma ‘concept store’, que pretende ser uma 'embaixada' transacional de promoção de marcas e produtos portugueses, com mais de 170 produtos distintivos.
O pavilhão, que tem como inspiração uma caravela, é um projeto resultante da parceria entre o Grupo Casais e o ateliê Saraiva + Associados, e está situado no distrito da sustentabilidade da Expo, uma das três áreas temáticas.

## Cidades candidatas e tema
As cidade que disputaram a Expo 2020 foram: İzmir, Ecaterimburgo, São Paulo e Dubai e a etapa final da eleição ocorreu no dia 27 de novembro de 2014, em Paris, França, em votações realizadas em 3 etapas (ou 3 rodadas de votos).
São Paulo foi eliminada na primeira etapa, com apenas 13 votos. Na segunda etapa, as três cidades restantes receberam 36, 87 e 41, com uma abstenção, respectivamente para İzmir, Dubai e Ecaterimburgo, ficando de fora a menos votada. Na etapa final e concorrendo apenas Dubai e Ecaterimburgo, a cidade russa recebeu 47 contra 116 para Dubai.
Com o tema "Conectando Mentes, Criando o Futuro", Dubai se tornou a primeira cidade do Oriente Médio a sediar o evento, realizado desde meados do século XIX.

### Resultado final
- São Paulo, Brasil (eliminada com 13 votos na 1° etapa[2])
- İzmir, Turquia (eliminada com 36 votos na 2° rodada[2])
- Ecaterimburgo, Rússia (47 votos na 3° rodada[2])
- Dubai, Emirados Árabes Unidos (ganhou com 116 votos na 3° rodada[2])

## Valores
Com uma verba de US$ 7,5 bilhões destinada a realização da Expo, Dubai estima um retorno de US$ 20 bilhões e a criação de 270 mil empregos ligados ao comércio e serviços.

## Criticismo
Um mês antes da Expo 2020, o Parlamento Europeu aprovou uma resolução contra o evento, instando seus estados membros e outras nações a não participarem. Citando os direitos humanos dos Emirados Árabes Unidos, a UE também pediu que as empresas internacionais, que estavam a  patrocinar o evento, retirassem o seu patrocínio. A UE afirmou que as empresas e empresas de construção dos Emirados estavam a  explorar os direitos dos trabalhadores migrantes, forçando-os a assinar acordos não traduzidos, confiscando seus passaportes e forçando-os a  trabalhar por longas horas e viver em condições insalubres. Os Emirados Árabes Unidos rejeitaram  a resolução como "fatualmente incorreta". 
A Human Rights Watch disse que quaisquer partes ligadas à Expo deveriam utilizar o evento para denunciar as violações dos direitos humanos no país. Numa declaração, Michael Page, director adjunto da HRW para o Médio Oriente, afirmou: "Dezenas de críticos domésticos pacíficos dos EAU foram presos, levados a julgamento manifestamente injustos e condenados a muitos anos de prisão simplesmente por tentarem expressar as suas ideias sobre governação e direitos humanos". Page chamou o evento "mais uma oportunidade para os EAU se apresentarem falsamente na cena mundial como abertos, tolerantes e respeitadores dos direitos, ao mesmo tempo fechando o espaço à política, ao discurso público e ao activismo", e apelou aos países participantes para "assegurarem que não estão a ajudar os EAU a lavar a sua imagem e a esconder os seus abusos". 